# Eduard Willem Frederik Kerling sr.
Eduard Willem Frederik Kerling sr. (Den Haag, 2 februari 1860 – aldaar, 1 april 1923) was een Nederlandse schilder, tekenaar en glazenier.

## Leven en werk
Kerling was een zoon van kleermaker Johannes Adam Kerling en Barbara Louisa Bruigom. Hij haalde in 1878 de m.o.-akte tekenen, tegelijkertijd met onder anderen Frederik Nachtweh. Kerling werd decoratieschilder en tekenaar en was daarnaast hoofdleraar kunstnijverheid aan de Haagse Academie van Beeldende Kunsten (1883-1896). Hij gaf les aan onder anderen zijn zoon Eduard Willem Frederik Kerling jr., Willem van Konijnenburg, Otto Kriens en Cornelis van der Sluys.
Kerling maakte zich het glazeniersvak eigen op atelier 't Prinsenhof van Jan Schouten in Delft. Hij ontwierp kerkramen, ramen voor diverse particuliere villa's en voor de Vereenigde Nederlandsche Scheepvaartmaatschappij. Hij werkte wel samen met de architect J.P.J. Lorrie, met wie hij bevriend was. Hij was lid van de Pulchri Studio en enige tijd voorzitter van Arti et Industriae.
Kerling overleed op 63-jarige leeftijd en werd begraven op Oud Eik en Duinen. Louise Kerling, hoogleraar plantenziekte, was een nicht van hem.

## Afbeeldingen

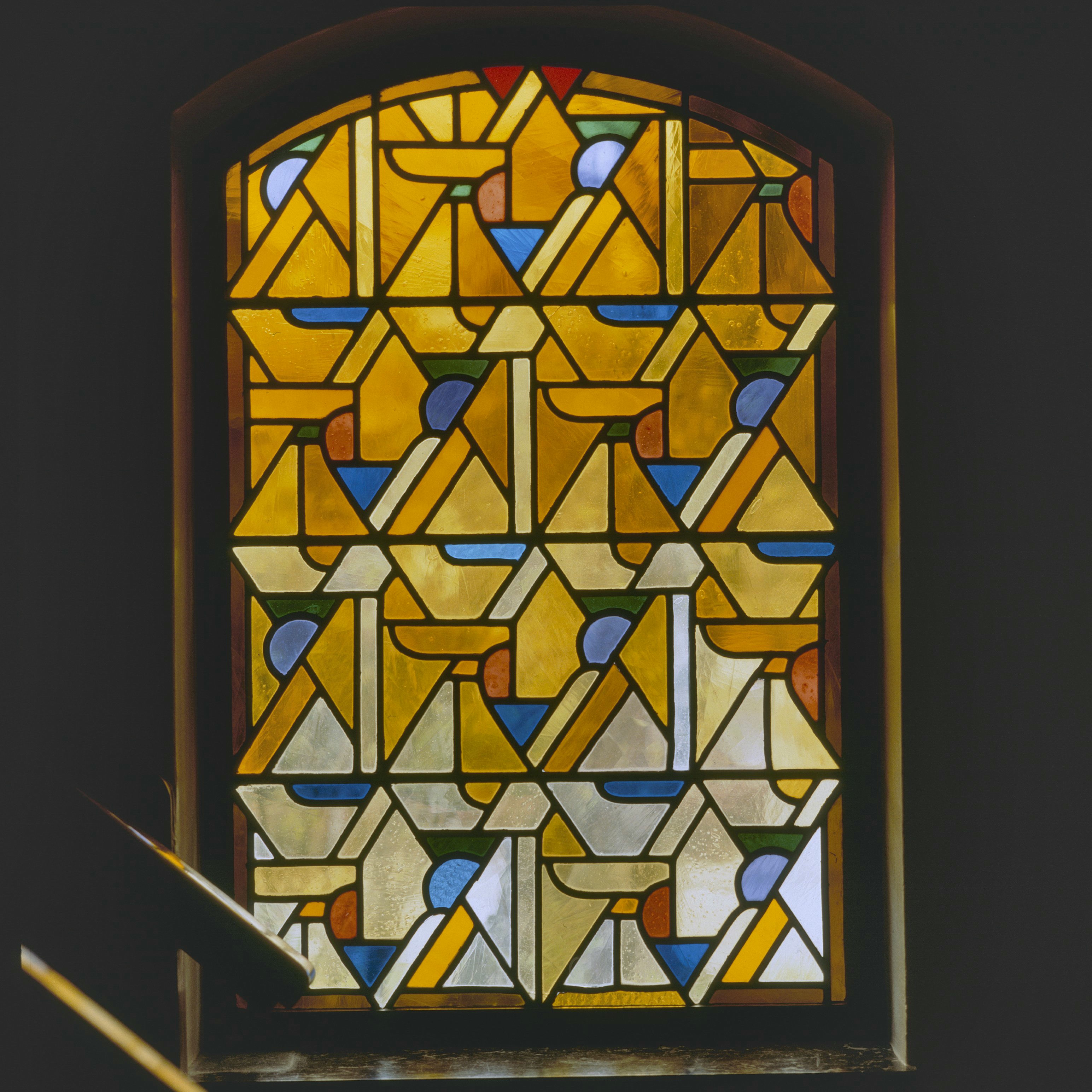
Paneel in interieur van Smidswater 26 te Den Haag
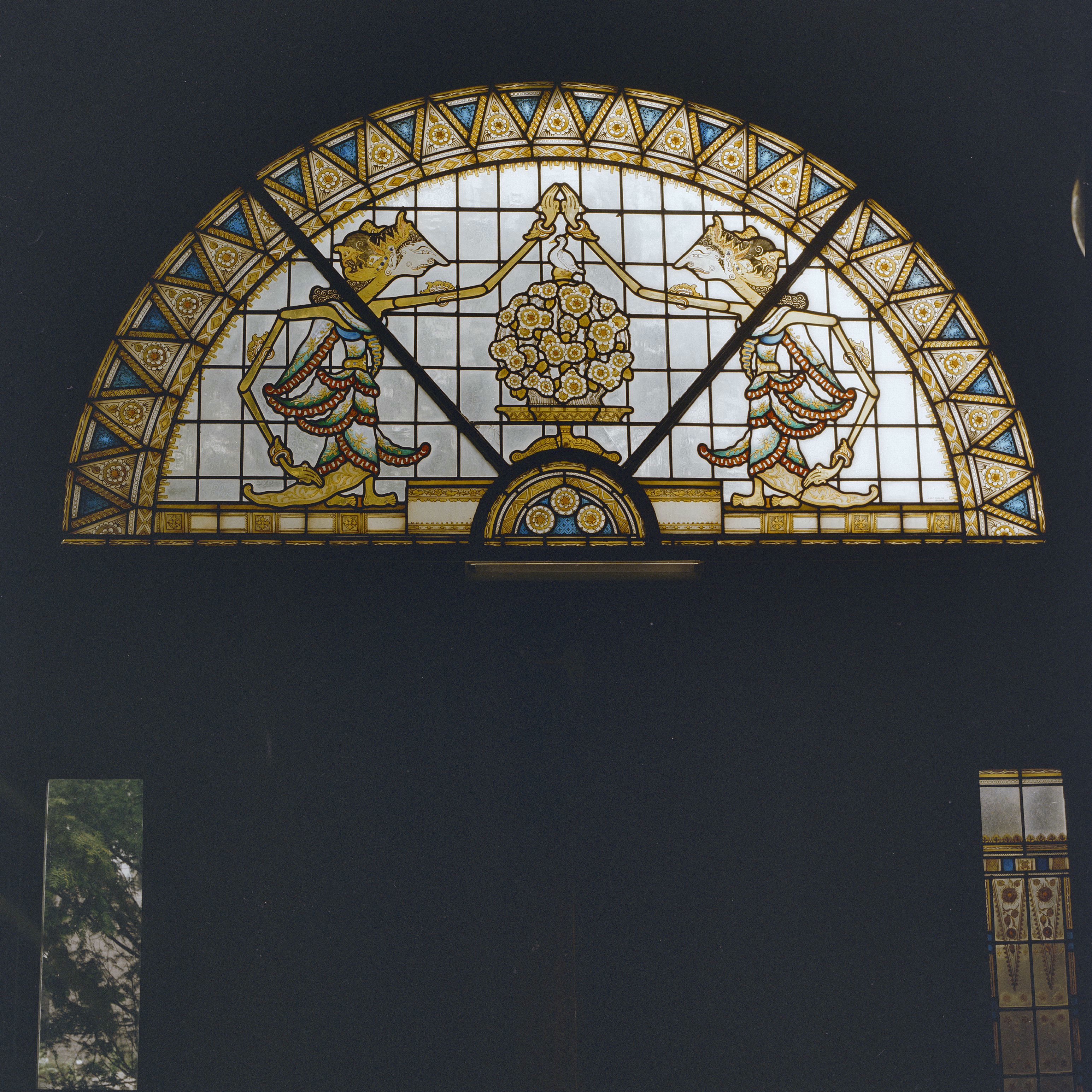
Bovenlicht voordeur Parkweg 9 te Den Haag
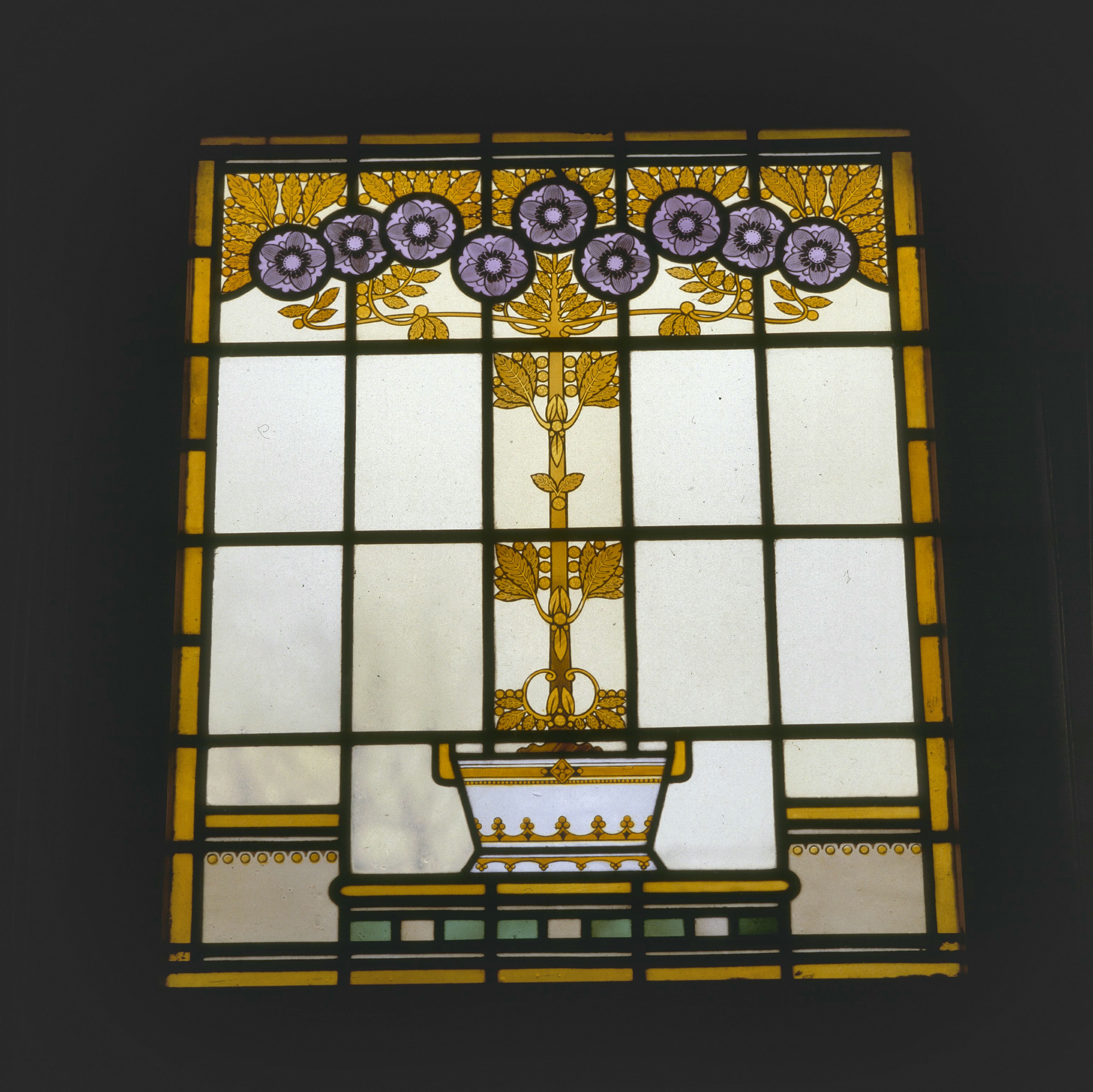
Paneel in trappenhuis Parkweg 9 te Den Haag